# ミッション・バラバ
ミッション・バラバ（Mission Barabbas）は元暴力団組員らの牧師らを中心に結成された日本の伝道団体である。

## 活動
1993年（平成5年）の暮れにキャンパス・クルセード・フォー・クライストの宣教師アーサー・ホーランドの呼びかけにより、元暴力団組員7人と牧師2人の9名で「ヤクザ・フェローシップ」という聖書研究会を結成する。この時は独学では聖書を理解できなかった。
しばらくして、新約聖書のバラバにちなんで「ミッション・バラバ」と改称し、伝道団体として活動を始める。
1994年（平成6年）には北米に伝道旅行に行く。ワシントン州シアトル、カナダ・バンクーバー、11月18日にはサンタバーバラ、11月26日にはロサンジェルスのリトル東京の日系人教会などで講演を行う。これらは、アメリカ合衆国の日系アメリカ人の新聞『オクデール・リーダー』『羅府新報』などで取り上げられ、時事通信、共同通信を通じて、毎日新聞、報知新聞、日刊スポーツ、中日新聞などで報道される。
2000年（平成12年）には映画『親分はイエス様』（渡瀬恒彦主演）のモデルになる。
2007年より、日本伝道隊の宣教師ヒュー・ブラウンが相談役を務める。

## メンバー
- 鈴木啓之（元・酒梅組系組員、前ミッション・バラバ代表、現・単立シロアム・キリスト教会牧師）
- 高原芳郎（元・本多会系組員）故人
- 井上薫（元・源清田連合会）
- 金沢泰裕（元・山口組系組員、現・イエス教日本世界宣教会弟子教会牧師、2007年よりミッション・バラバ代表）
- 吉田芳幸（元・大日本正義団2代目組長、現・アンテオケ国際神学校・神学院理事長）
- 中島哲夫（元・住吉会相談役）
- 真島創一（元・住吉会系組員）
- 信田和富（元・東亜友愛会系組員）故人
- アーサー・ホーランド（キャンパス・クルセード・フォー・クライスト宣教師、基督兄弟団成増教会協力牧師など）
- 松沢秀章（基督兄弟団成増教会補教師、故人）